# Endlosdruckpapier
Endlosdruckpapier (kurz Endlospapier) oder auch Tabellierpapier, weil von der Tabelliermaschine stammend, genannt, ist Papier, das zum Drucken mit Impact-Druckern (Zeilendrucker), aber auch mit Endlos-Laserdruckern verwendet wird, wobei keine Einzelblätter, sondern scheinbar endlose Papierbahnen bedruckt werden.
Endlospapier hat gegenüber dem Einzelblattdruck den Vorteil, dass die Papiertransportmechanik des Druckers einfacher gebaut und daher robuster sein kann. Insbesondere Zugtraktoren bieten einen zuverlässigen und exakten Papiertransport und erlauben, was vor allem für größere Druckmengen nützlich ist, unbeaufsichtigtes Drucken.
Nachteilig können, falls erforderlich, die zusätzlichen Arbeitsschritte zum Trennen in Einzelblätter und zum Entfernen der Führungslochränder sein. Dabei entstehen an den horizontalen und vertikalen Trennstellen ggf. rauere Kanten als bei einzeln bedruckten Blättern.
Endlosdruck erfordert den Einsatz von Druckern, die eine spezielle Papiertransportmechanik aufweisen, z. B. „Zugtraktoren“ oder „Stachelwalzen“ (auch „Stachelradwalze“ genannt).

## Anwendungsbereiche

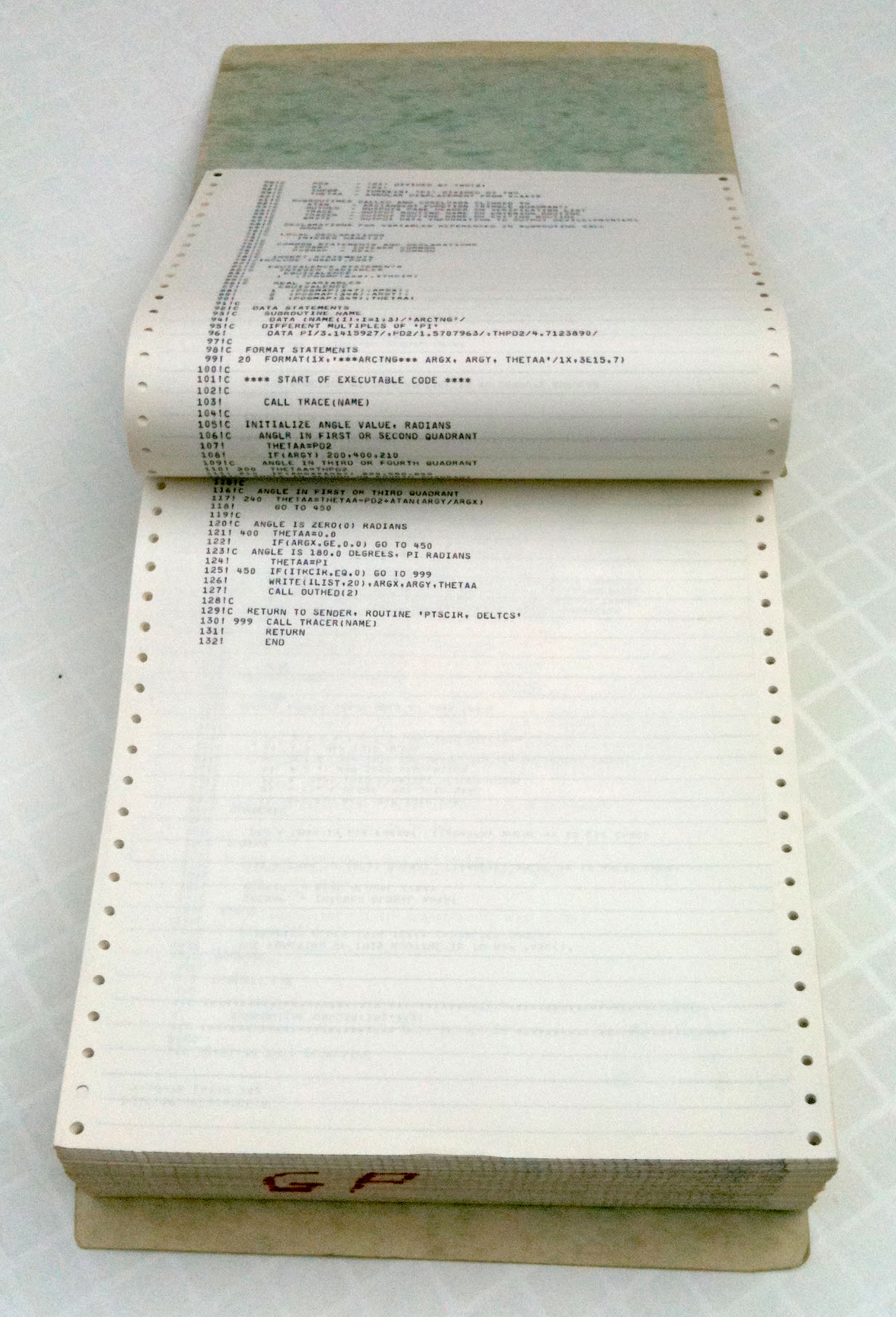
Listing eines langen Computerprogramms aus den 1970er Jahren, das erst auf Endlospapier gedruckt und dann gebunden wurde.

Endlosdruck wird im Besonderen zum Erstellen großer Druckmengen verwendet, zum Beispiel in den Rechenzentren von Unternehmen oder Behörden. Auch Programmausdrucke wurden gerne auf Endlospapier erstellt, da sie ohne störende Seitenumbrüche übersichtlicher sind. Während in den Anfängen des Computer-Zeitalters Drucke auf Endlos-Papier geradezu typisch (und mit Aufkommen der Nadeldrucker auch im Heimbereich besonders preiswert) waren, sind mittlerweile fast nur noch dort, wo Produktionsschritte oder Bedienungshandlungen sicherheitsrelevanter Einrichtungen zeitnah dokumentiert werden müssen, Drucker im Einsatz, die dieses Papier verarbeiten (z. B. in  Zugmeldeeinrichtungen  der Eisenbahn). Es wird auch noch im medizinischen Bereich verwendet, z. B. beim EKG und beim EEG.
Endlospapier als Benutzerschnittstelle

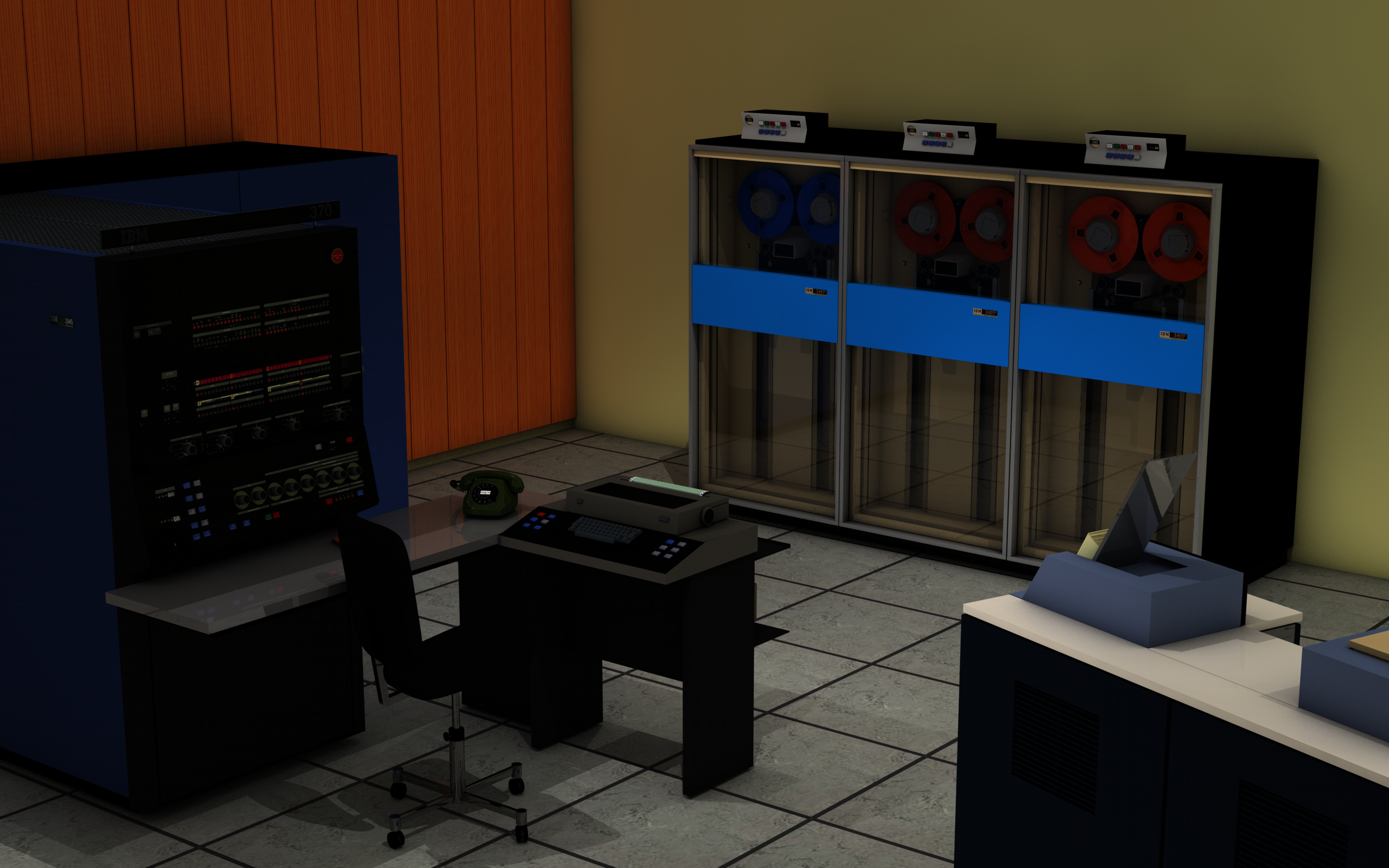
Gerenderte Grafik eines IBM S/370 mit Endlospapier-Drucker als Ausgabe-Einheit des Terminals

Die ersten Computer-Terminals, die in der Lage waren, ausgegebene Daten auf einem Bildschirm zu visualisieren, kamen erst im Jahre 1969 auf den Markt und waren zu Beginn noch sehr teuer. Bis in die Mitte der 1970er Jahre war es üblich, neben einer Tastatur als Eingabegerät einen Drucker mit Endlospapier zur allgemeinen Ausgabe einzusetzen. Die Beantwortung von Befehlen im Betriebssystem und Ausgabe von Funktionen in der Anwendungssoftware erfolgte zeilenweise auf einem Drucker mit Endlospapier.

## Unterscheidung nach Art des Papiertransports

### Mit Führungslochrand
Das am häufigsten verwendete Endlospapier hat links und rechts am Papierrand Führungslöcher (Remaliner™-Lochung), in die die „Stachelräder“ bzw. -bänder (Stachelabstand jeweils ½ Zoll = 12,7 mm, s. u.) des so genannten Traktors eingreifen, um das Papier zu transportieren. Die Seitenstreifen mit den Führungslöchern sind wahlweise als abtrennbare Ränder mit Perforation oder ohne Perforation ausgeprägt.
Die einzelnen Blätter sind durch eine Perforation voneinander getrennt und abwechselnd im „Zick-Zack“-Verfahren („Leporello“, einmal nach vorn, einmal nach hinten) gefaltet. Übliche Standard-Liefereinheiten sind Kartons mit 2000 Blatt Inhalt und einem Papiergewicht von 80 g/m², mit Durchschlägen meist zu 500 oder 1000 Blatt bei nur 60 bis 70 g/m².

### Papier in Rollen
Alternativ dazu wird (für moderne Laserdrucker) der (kontinuierliche) Vorschub nur mit Andruckwalzen erzeugt, da keine Stockung des Papiers beim (berührungslosen) Druckvorgang mehr erforderlich ist. Dazu werden die (ggf. farbig) vorgedruckten Formulare sowie Standardmaterial (weiß) meist wie im Rotationsdruck üblich in Rollenform angeliefert und (in der Regel schwarz) bedruckt. Da hierbei keine Druckzeilen (mehr) eingehalten werden müssen, können Texte, Linien, Grafiken, Logos etc. in einem Druckvorgang gedruckt werden.

## Basismaße für Endlospapier

### Papierhöhe
Das Papierformat von Endlospapier ist, entsprechend der Papierführungsmechanik der Drucker, auf Zollmaße ausgerichtet. Da das „DIN A4“-Format (297 mm) hiervon abweicht, wird in Deutschland meist zwölf Zoll hohes (= 304,8 mm) Endlospapier verwendet. In den USA ist oft nur elf Zoll hohes Endlospapier üblich, was genau dem dort am häufigsten verwendeten Papierformat „Letter“ entspricht. Standardmäßig wird das Papier in Zeilendruckern „einzeilig“ mit sechs (im „engen“ Modus mit acht) Zeilen pro Zoll bedruckt; damit hätte eine Seite 72 Zeilen, doch lässt man üblicherweise je drei Kopf- und Fußzeilen frei und kann (bei 12″-Papier) netto 66, bei „echtem“ A4-Format nur 64 Zeilen nutzen. Besonders bei vorgedruckten Formularen enthält ein voller „Leporello-Falz“ (von z. B. zwölf Zoll Höhe) in vertikaler Richtung oft mehrere Einzelformulare.

### Papierbreite
Typische Zeilendrucker in der EDV (nicht Laserdrucker) haben eine feste Zeichenbreite von zehn Zeichen pro Zoll und können meist nur max. 132 Zeichen pro Zeile drucken, große Maschinen schaffen auch Papierbreiten von bis zu 420 mm (gleich DIN A2 Breite entsprechend 16″) und damit max. 160 Zeichenpositionen pro Zeile. Für schmale Papiere / Vordrucke, z. B. für 1-bahnige Adress-Etiketten (selbstklebend auf Trägerpapier), kann die Papierführung des Druckers entsprechend enger eingestellt werden.

## Formularvarianten

### Standardpapier

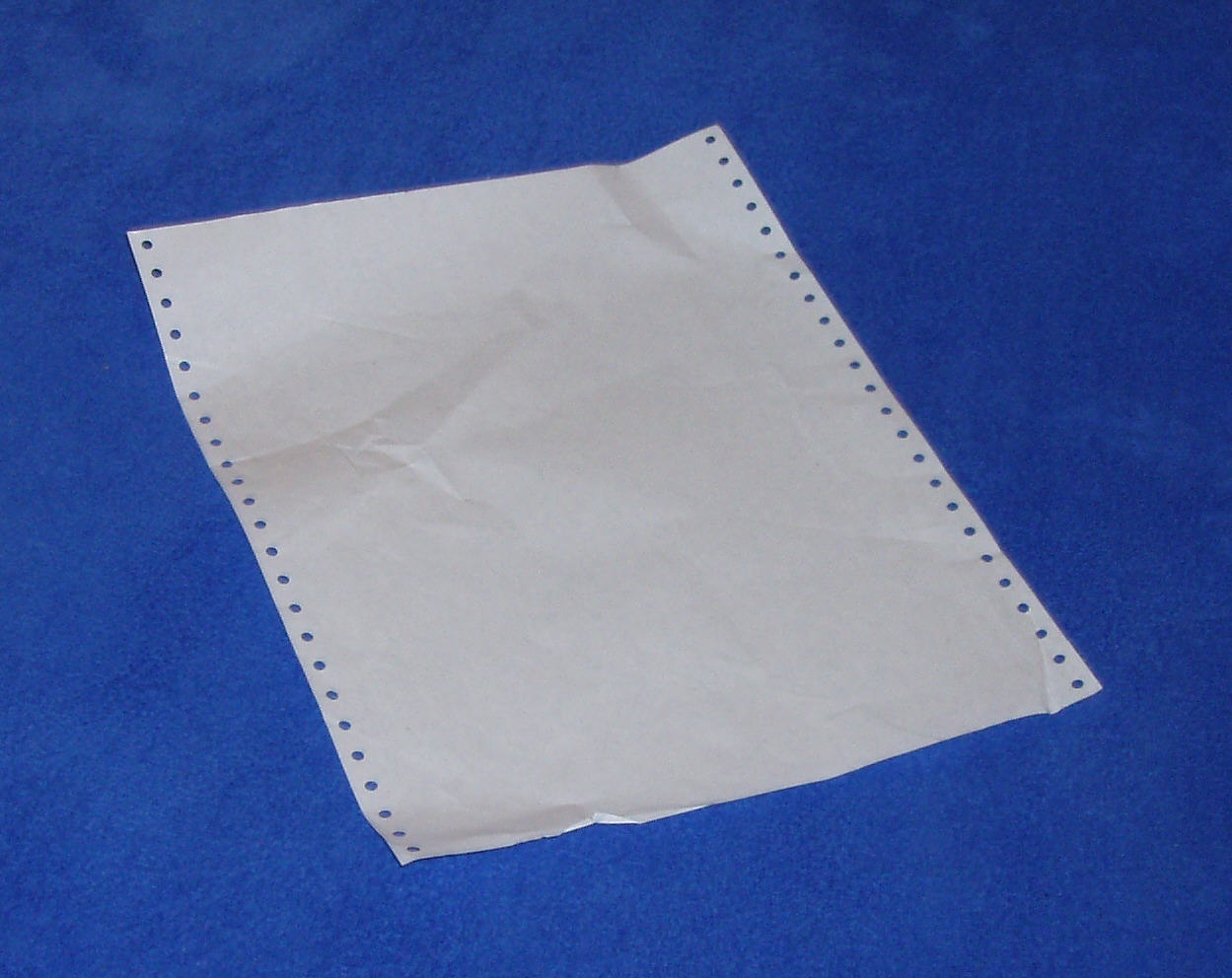
Ein Blatt Endlospapier

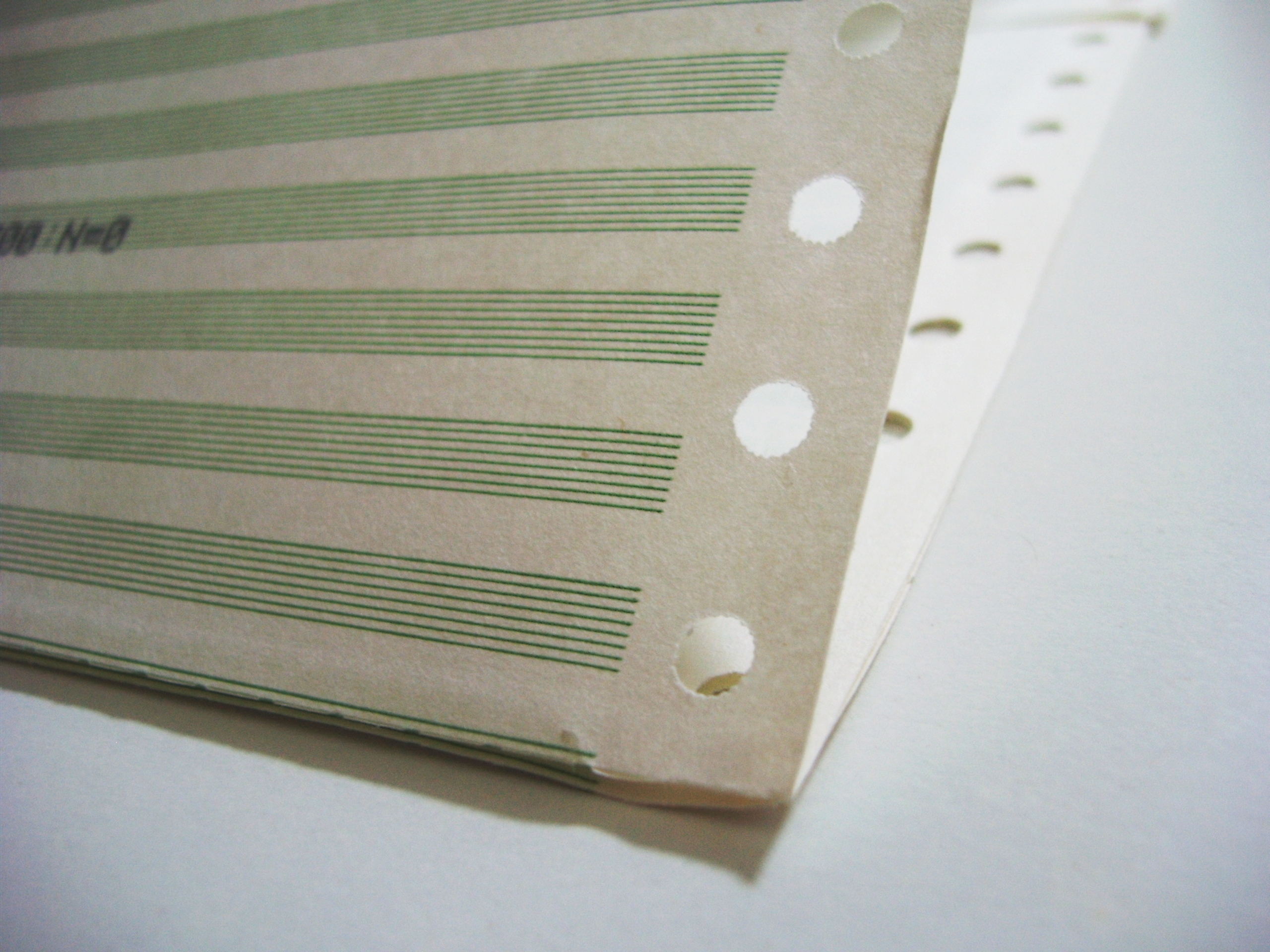
Zusammenhängende Lagen mit Hilfslinien

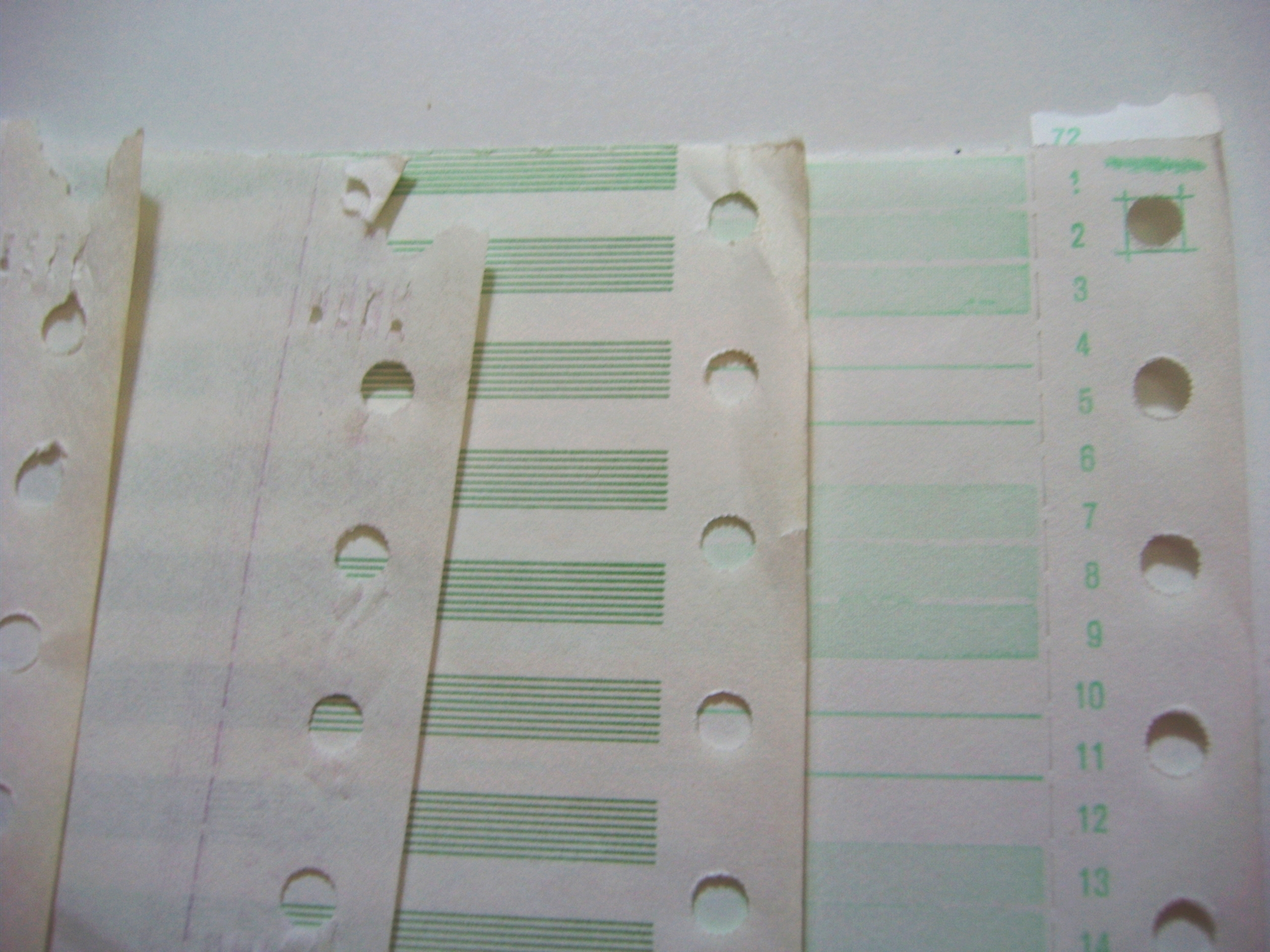
Verschiedene Papiere, links mit Durchschlag

Als Standardpapier wird ein scherzhaft auch „Grünweiß“ (wegen der häufig üblichen waagerechten abwechselnd grün und weiß vorgedruckten Hilfslinien) genanntes Druckerpapier verwendet, in der Regel für das Erstellen von Listen.

### Vorgedrucktes Papier
Vorgedrucktes Papier wird für besondere Druckformate wie Briefe, Rechnungen, Kontoauszüge, Kundenkarten etc. verwendet. Hierbei muss das Formular im Drucker besonders exakt eingerichtet und der Drucker je Formularart entsprechend oft umgerüstet werden.

### Mehrere Formulare nebeneinander
In besonderen Fällen sind mehrere Formulare nebeneinander angeordnet. Diese Art wird zum Beispiel für Kärtchen unterschiedlicher Papierstärke, vorgestanzte Klebe-Etiketten, Überweisungsbelege etc. angewendet – was beim Erzeugen der Druckzeile (im Programm) besonders berücksichtigt werden muss.

### Formularsätze
Spezielle Ausführungen von Endlospapier bestehen aus Formularsätzen mit mehreren Lagen (bis zu sieben) selbstdurchschreibenden Papiers, die nur an den Führungsrändern verbunden sind, wodurch sich nach dem Abtrennen der Seitenstreifen einzelne Durchschläge ergeben. Durch partielle Beschichtung der Rückseiten der Einzelschichten des selbstdurchschreibenden Papieres können auf den unterschiedlichen Durchschlägen vorgegebene Bereiche nicht beschrieben werden, sodass die Adressaten der Durchschläge jeweils unterschiedliche Informationen erhalten können.
Auch Kohlepapier wird als Zwischenlage für Durchschläge verwendet. Bei Laserdruckern sind „Durchschläge“ nicht möglich, hier erstellt man „Mehrfachoriginale“.

## Führung durch den Drucker

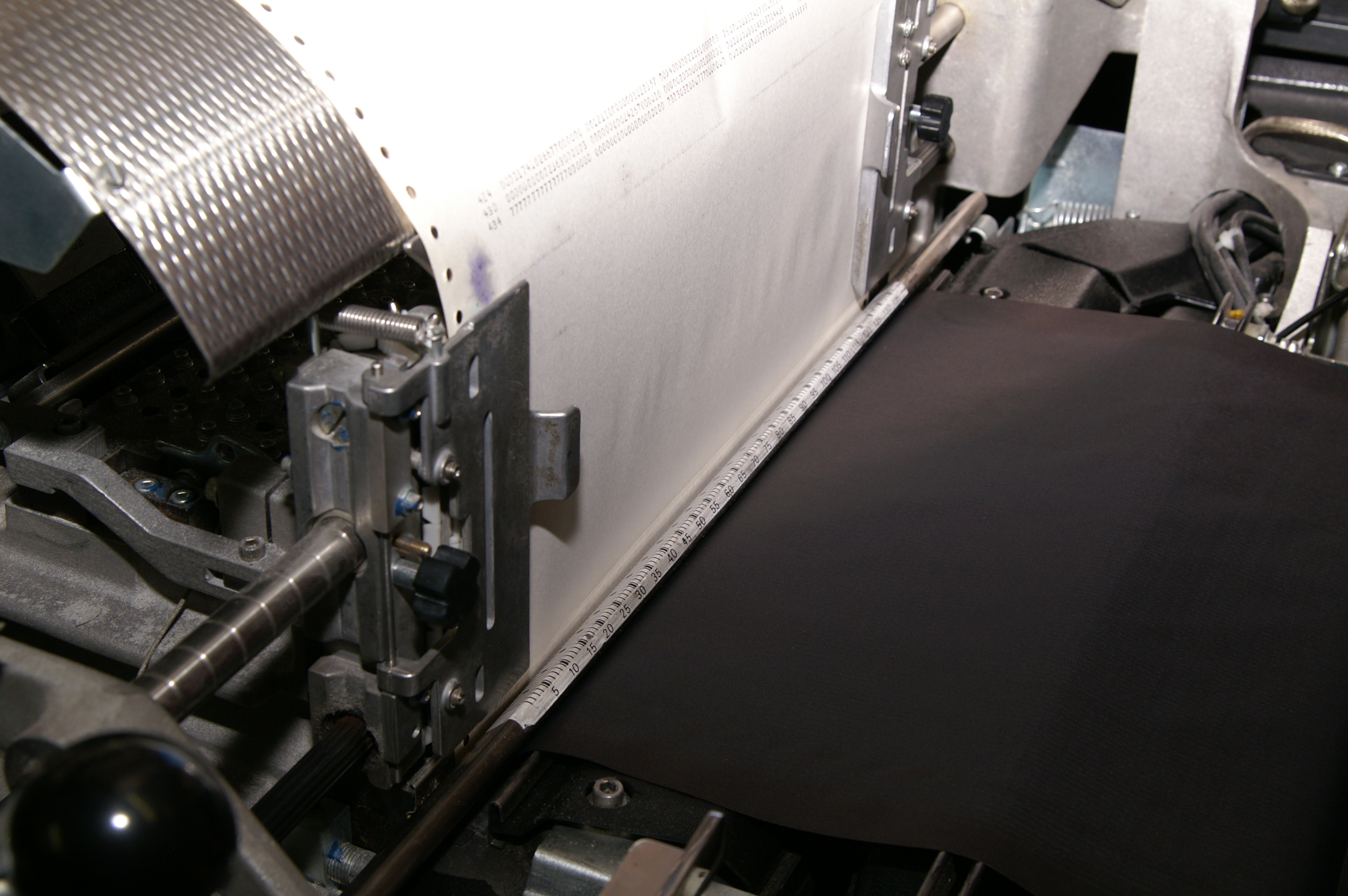
Papiertransport durch einen Kettendrucker

Bei Verwendung von Kettendruckern liegt der leere Papierstapel meist vorne unter dem Drucker, die Papierbahn wird nach oben gezogen, durchläuft die Druckposition und wird hinter dem Drucker (bei korrekter Papierführung; sonst Papierstau) wiederum zick-zack-gefaltet, der ursprünglichen Faltrichtung entsprechend, als Stapel abgelegt.
Das Transportieren des Papiers im Drucker wurde bei den früher (für größere Druckmengen in Rechenzentren) fast ausschließlich verwendeten Kettendruckern über ein endlos geklebtes, ca. 4 cm breites „Vorschubband“ gesteuert. Darin waren, besonders für den Formulardruck nützlich, bestimmte Zeilenpositionen im Formular (zum Beispiel der Formularkopf oder bestimmte Zwischenpositionen oder eine Fußzeile) in sog. „Kanälen“ als Löcher eingestanzt. Bei Druckvorschubzeichen zu bestimmten Kanälen in der einzelnen Druckzeile (im Computerprogramm gesetzt) führte die Vorschubmechanik des Druckers einen „Sprung“ zum jeweiligen Kanal aus (z. B. nach Kanal 3 = in Zeile xx). Hierdurch wurde eine höhere Druckleistung erzielt als beim Drucken mehrerer Leerzeilen (je nach Formularfüllung und ebenfalls programmgesteuert).

## Nachbearbeitung nach dem Drucken
Je nach Formularart wird das bedruckte Papier mechanisch – horizontal und/oder vertikal – geschnitten, sodass die Druckerzeugnisse als einzelne Belege, ggf. zu Stapeln gebündelt, ausgeliefert werden können. Häufig, meist für Listen-Drucke, wird der bedruckte Papierstapel auch ungetrennt, ggf. nur unter Abtrennung des Führungslochrands (mit einer Papierschneidemaschine) den Empfängern zugeleitet.
Mit modernen Papiernachbearbeitungsmaschinen können verschiedenartige Formulare / Belege zusammengeführt und auch kuvertiert und versandfertig frankiert werden.
Zur einfacheren manuellen Nachbearbeitung werden häufig sogenannte Deckblätter gedruckt, auf denen jeweils Angaben zur Art der Drucke/Formulare, Empfängerbezeichnungen und -Adressen etc., Teile davon oft in 20–30 Zeilen hohen Zeichen, aufgedruckt sind.

## Einsatz in künstlerischen Produktionen
Endlosdruckpapier erscheint, abweichend von seinen ursprünglichen Zwecken, auch in sehr unterschiedlichen Kontexten ästhetischer Produktion. Wichtig für den ungestörten frei-assoziativen Schreibvorgang  war es z. B. beim Erstellen des Romans On the Road von Jack Kerouac.